# Vysoký Újezd (district de Hradec Králové)
Pour les articles homonymes, voir Vysoký Újezd.
Vysoký Újezd (en allemand : Hoch Aujezd an der Diedina) est une commune du district et de la région de Hradec Králové, en République tchèque. Sa population s'élevait à 99 habitants en 2022.

## Géographie
Vysoký Újezd se trouve à 15 km à l'est-nord-est du centre de Hradec Králové et à 115 km à l'est-nord-est de Prague.
La commune est limitée par České Meziříčí au nord, par Očelice et Ledce à l'est, par Jeníkovice au sud, et par Jílovice à l'ouest.

## Histoire
La première mention écrite de la localité date de 1369.

## Transports
Par la route, Vysoký Újezd se trouve à 6 km de Třebechovice pod Orebem, à 18 km de Hradec Králové et à 137 km de Prague. 